# Strada europea E79
La strada europea E79, facente parte delle direttrici nord-sud di classe A tra le strade europee, parte da Miskolc in Ungheria e, dopo aver attraversato Romania e Bulgaria, termina a Salonicco, in Grecia con un percorso totale di 1.160 km.
La storia del percorso della E79 è particolare, inizialmente prevista solo da Oradea a Salonicco per 1.050 km, il suo percorso è stato allungato a nord sino all'Ungheria nel 2000 per poi essere modificato, proprio in quest'ultimo tratto, nuovamente nel 2008.